# باربرا ليجراند
باربرا ليجراند (بالألمانية: Barbara Legrand)‏ (4 يونيو 1983 بألمانيا الغربية - ) هي لاعبة كرة قدم ألمانية في مركز حراسة المرمى. لعبت مع إف إف سي فرانكفورت و1. FC Köln (women) ‏ و1. FC Saarbrücken (women) ‏ و وFFC Brauweiler Pulheim ‏ وSC 07 Bad Neuenahr ‏.

## وصلات خارجية
- باربرا ليجراند على موقع قاعدة بيانات كرة القدم.إي يو (الإنجليزية)
- باربرا ليجراند على موقع عالم كرة القدم.نت (الإنجليزية)